# Giancarlo Ferrari
Giancarlo Ferrari (Abbiategrasso, 22 de outubro de 1942) é um arqueiro italiano, medalhista olímpico.

## Carreira
Giancarlo Ferrari representou seu país nos Jogos Olímpicos em 1972 a 1988, ganhando a medalha de bronze em 1976 e 1980. 